# Liste der erfolgreichsten Countrysongs in den USA (1947)
Dies ist die Liste der meistgespielten Country and Western Songs in den vom Billboard ermittelten Folk Juke Box Charts in den USA im Jahr 1947. 1947 wurde vom Billboard Magazin lediglich erhoben, welche Single wie häufig in den Musikboxen gespielt wurde. Verkaufsstatistiken zum Country&Western-Plattenmarkt wurden erst später erstellt, so dass diese jährlichen Auflistungen in Billboard die einzigen Informationen zu Erfolg, Verbreitung und Beliebtheit von Country-Titeln in den 1940er Jahren bieten. Inkorrekterweise setzte Billboard in seinen späteren Jahrzehntübersichten diese Juke-Box-Charts den Verkaufscharts gleich und nannte seine Jahrzehntübersichten „Best Selling Country & Western Records“.
Die Bezeichnung der Musikrichtung in den Billboard-Charts ist nicht einheitlich, die Musikrichtung wird in 1947 als „Folk“, „Country & Western“ und „Hillbilly“ bezeichnet.
Die Angaben der Billboard-Übersicht wurden aus anderen Quellen ergänzt um: Komponist/Texter, Titel der B-Seite und die US-Katalognummer.
| Rang | Interpret                                                     | Titel & Komponisten | Label & Katalognummer   |
| ---- | ------------------------------------------------------------- | --- | ----------------------- |
| 1    | Tex Williams and the Western Caravan                          | „Smoke! Smoke! Smoke! (That Cigarette)“ (Merle Travis & Tex Williams) – B-Seite: „Round-Up Polka“                       | Capitol Americana 40001 |
| 2    | Eddy Arnold and his Tennessee Plowboys                        | „It’s a Sin“ (Fred Rose & Zeb Turner) – B-Seite: „I Couldn’t Believe It Was True“                                       | Victor 20-2241          |
| 3    | Merle Travis                                                  | „So Round, So Firm, So Fully Packed“ (Merle Travis, Eddie Kirk, Cliffie Stone) – B-Seite: „Sweet Temptation“            | Capitol 349             |
| 4    | Eddy Arnold and his Tennessee Plowboys                        | „What Is Life Without Love“ ( ) – B-Seite: „Be Sure There’s No Mistake“                                                 | Victor 20-2058          |
| 5    | Eddy Arnold and his Tennessee Plowboys                        | „I’ll Hold You in My Heart (Til I Can Hold You in My Arms)“ (Arnold, Horton, Dilbeck ) – B-Seite: „Don’t Bother to Cry“ | Victor 20-2332          |
| 6    | Red Ingle Natural Seven & Jo Stafford als Cinderella G. Stump | „Tim-Tayshun“ – B-Seite: „(I Love You) For Seventy Mental Reasons“                                                      | Capitol 412             |
| 7    | Red Foley and the Cumberland Valley Boys                      | „New Jolie Blond“ (Trad., Moon Mullican) – B-Seite: „A Pillow Of Sighs And Tears“                                       | Decca 46034             |
| 8    | Ernest Tubb                                                   | „Rainbow at Midnight“ (John Miller) – B-Seite: „I Don’t Blame You“                                                      | Decca                   |
| 9    | Moon Mullican                                                 | „New Pretty Blonde (New Jole Blon)“ (Trad., Moon Mullican) – B-Seite: „When a Soldier Knocks and Finds Nobody Home“     | King 578                |
| 10   | Merle Travis                                                  | „Divorce Me C.O.D.“ (Merle Travis, Cliffie Stone) – B-Seite: „Missouri“                                                 | Capitol 290             |
| 11   | Bob Wills                                                     | „Sugar Moon“ (Bob Wills, Cindy Walker) – B-Seite: „“                                                                    | Columbia 37313          |
| 12   | Eddy Arnold and his Tennessee Plowboys                        | „To My Sorrow“ (V.J. McAlgin) – B-Seite: „Easy Rockin’Chair“                                                            | Victor 20-2481          |
| 13   | Ernest Tubb                                                   | „Filipino Baby“ (Billy Cox, Clarke Van Ness) – B-Seite: „Drivin’ Nails In My Coffin“                                    | Decca 46019             |
| 14   | Tex Williams and the Western Caravan                          | „That’s What I Like About the West“ (Tex Williams) – B-Seite: „Darktown Poker Club“                                     | Capitol Americana 40031 |
| 15   | Roy Acuff and his Smokey Mountain Boys                        | „(Our Own) Jole Blon“ (Trad., Moon Mullican) – B-Seite: „Tennessee Central (No. 9)“                                     | Columbia 37287          |
| 16   | Al Dexter                                                     | „Down at the Roadside Inn“ (Al Dexter) – B-Seite: „“                                                                    | Columbia 37303          |
| 17   | Dorothy Shay & Mischa Russell Orchester                       | „Feudin’ and Fightin’“ (Dubin, Lane) – B-Seite: „Say That We’re Sweethearts Again“                                      | Columbia 37189          |
| 18   | Red Foley and the Cumberland Valley Boys                      | „Never Trust a Woman“ ( ) – B-Seite: „A Smile Will Chase Away A Tear“                                                   | Decca 46074             |